# Ziekte van Huntington
De ziekte van Huntington of Huntingtons chorea is een ongeneeslijke erfelijke aandoening die bepaalde delen van de hersenen aantast. De eerste symptomen openbaren zich meestal tussen het 35e en 45e levensjaar, maar kunnen ook eerder of later in het leven optreden. De ziekte uit zich onder andere in onwillekeurige (choreatische) bewegingen die langzaam verergeren, verstandelijke achteruitgang en een verscheidenheid van psychische symptomen. De ziekte leidt gemiddeld na 19 jaar tot de dood van de patiënt, meestal door bijkomende oorzaken zoals longontsteking.
De jeugdvorm (juveniele vorm) begint doorgaans in de tienerjaren.
De ziekte van Huntington werd in 1872 door de Amerikaanse arts George Huntington uitvoerig beschreven.

## Erfelijke aspecten
De ziekte van Huntington is een autosomaal dominant overervende ziekte. Indien een van de ouders het afwijkende huntington-gen heeft, dan heeft elke zoon of dochter 50% kans de ziekte te erven. Bij diegenen die het huntington-gen hebben geërfd, zal de ziekte zich openbaren als zij lang genoeg leven. Als de nakomelingen van een huntington-ouder het afwijkende gen niet geërfd hebben, dan kunnen zij de ziekte niet krijgen en de ziekte zal in volgende generaties ook niet meer terugkomen. Zij slaat dus geen generatie over. Wanneer een ouder nog vóór de beginsymptomen van de ziekte door bijvoorbeeld een ongeval overlijdt, en de ziekte zich later bij een nakomeling openbaart, ontstaat ten onrechte de indruk dat zij een generatie heeft overgeslagen. Omdat de aandoening zich vaak pas op latere leeftijd openbaart, kan er al een gezin gesticht zijn voordat de ouder ziek wordt. Het gen kan dan al doorgegeven zijn aan één of meerdere kinderen. Naarmate een risicodrager – een zoon of dochter van een patiënt(e) – ouder wordt zonder symptomen van de ziekte wordt het aannemelijker dat hij of zij het huntington-gen niet geërfd heeft en derhalve gevrijwaard blijft van deze ernstige aandoening.
De ziekte van Huntington wordt veroorzaakt door een afwijkend gen op chromosoom 4, namelijk een abnormaal lange trinucleotide-herhaling (CAG) op 4p16.3. Aangezien niet bij iedereen die herhaling even vaak voorkomt, bestaan er verschillende gradaties in de symptomen van de ziekte. Vanaf een herhaling van 36 tot 40 zal de ziekte zich ontwikkelen. Tussen de 20 en 36 bestaat er een kans, maar zal de ziekte meestal niet uitbreken. Kinderen van deze ouders hebben wel een verhoogde kans op de ziekte. Het extra aantal herhalingen wordt meestal veroorzaakt door crossing-over of DNA-polymerase slippage.
Er zijn homozygoten voor de ZvH-mutatie beschreven. Dit kan voorkomen wanneer beide ouders de ZvH-mutatie hebben. Fenotypisch vallen homozygoten niet te onderscheiden van heterozygoten.

## Diagnose
Tot 1993 bestond er geen methode om de ziekte met zekerheid vast te stellen. De diagnose 'ziekte van Huntington' werd gesteld op basis van de klinische symptomen en de familiegeschiedenis, nadat andere mogelijke aandoeningen uitgesloten werden. In maart 1993 werd melding gemaakt van de vondst van het huntington-gen. Hierdoor is het mogelijk om met behulp van DNA-onderzoek de diagnose met zekerheid te stellen door de abnormaal lange trinucleotide-herhaling (CAG) op chromosoom 4 (4p16.3) exact te bepalen. Deze test kan ook voorspellend gebruikt worden. Voor de test is alleen een bloedmonster van de patiënt nodig. Voor 1993 was er reeds een predicatieve DNA-test in gebruik die minder nauwkeurig was en ook het testen van familieleden vereiste.
In geval van prenataal onderzoek van een ongeboren vrucht worden 'chorion-vlokken' afgenomen uit de baarmoeder (vlokkentest). Dat het vaststellen van het huntington-gen bij een (nog) gezonde risicodrager ernstige consequenties kan hebben zal duidelijk zijn. Om die reden wordt een presymptomatisch DNA-onderzoek in Nederland enkel verricht bij risicodragers van 18 jaar of ouder.
Een bijkomend dilemma is de aard van erfelijkheid: het huntington-gen is dominant erfelijk. Draagt men het, dan kan men er zeker van zijn dat men de ziekte ooit krijgt. Wanneer zich nu een kleinkind van een overleden huntingtonpatiënt op het gen wil laten testen, terwijl het kind van dezelfde patiënt, de ouder van het kleinkind in kwestie, liever afwacht wat er gebeurt en de test valt positief uit, dan is de ouder er eveneens zeker van ooit de ziekte van Huntington te krijgen, tenzij de andere ouder van het kleinkind de ziekte draagt.

## Algemeen voorkomen
Het voorkomen kan internationaal sterk variëren. Bepaalde geïsoleerde populaties (bijvoorbeeld Mauritius: 46 per 100.000) kennen een zeer hoge prevalentie, terwijl in landen als Finland en Japan de ziekte slechts optreedt bij minder dan 1 per 100.000 personen. In de meeste Europese landen komt de ziekte voor bij 1,63 tot 9,95 per 100.000 personen.
De gemiddelde leeftijd van overlijden ligt tussen de 51 en 57 jaar, maar uitzonderingen komen voor. De duur van de ziekte kan ook sterk variëren, maar kent een gemiddelde van 19 jaar. De meeste patiënten overleven 10 tot 25 jaar na het optreden van de eerste symptomen. De meest voorkomende doodsoorzaken zijn longontsteking en cardiovasculaire aandoeningen.
De juveniele vorm van de ziekte van Huntington (< 20 jaar) komt voor bij 5 tot 10% van gevallen. Bij juveniele ziekte van Huntington wordt de ziekte meestal overgeërfd van de vader, bij de volwassen vorm wordt de ziekte vaker overgeërfd van de moeder. Dit fenomeen wordt anticipatie genoemd en is te wijten aan de grotere instabiliteit van het huntington-allel tijdens de spermatogenese. Het aantal van CAG-repeats is omgekeerd gecorreleerd met startleeftijd van de ziekte van Huntington. Dit maakt de lengte van de CAG-repeat de belangrijkste factor bij het inschatten wanneer de ziekte bij iemand zal optreden. Dit is niet exact. Andere genetische en omgevingsfactoren beïnvloeden de leeftijd waarop de ziekte begint ook. De leeftijd waarop de ziekte begint kan ook sterk variëren: van 2 tot 80 jaar. De meeste onderzoeken tonen een gemiddelde aan van 35-44 jaar, terwijl jonger dan 10 jaar en ouder dan 70 jaar zeer zeldzaam zijn.

## Behandeling
De ziekte kan niet genezen worden en zelfs het beloop is niet af te remmen. In de eerste fase worden slechts algemene non-farmacologische maatregelen aanbevolen. Wanneer de onwillekeurige bewegingen (chorea) ernstiger worden en ze het normaal functioneren belemmeren, kan een behandeling met benzodiazepinen, antipsychotica of tetrabenazine aangewezen zijn.
Patiënten waarbij bradykinesie en stijfheid de voornaamste klachten zijn kunnen mogelijk voordeel halen uit een behandeling met levodopa of dopamine-agonisten.
Het vroegtijdig ontdekken en behandelen van depressies bij patiënten met de ziekte van Huntington is een belangrijk aandachtspunt in de behandeling. SSRI's worden als eerste keuze beschouwd.
Bij patiënten die last hebben van hallucinaties of schizofreniforme symptomen kunnen antipsychotica noodzakelijk zijn. Aandacht voor mogelijke extrapiramidale bijwerkingen en tardieve syndromen is noodzakelijk dus nieuwere antipsychotica als clozapine, risperidon of quetiapine hebben de voorkeur.
Reserpine en tetrabenazine zijn recente geneesmiddelen die een positief effect vertoonden in de behandeling van de chorea in fase-3 klinische studies.
Nog vele andere geneesmiddelen kunnen aangewend worden of zelfs noodzakelijk zijn in de behandeling van deze ziekte. Zoals steeds moeten de mogelijke voordelen afgewogen worden tegen de bijwerkingen en risico's.
In Nederland zijn vijf categorale verpleeghuizen voor huntingtonpatiënten, namelijk Overduin in Katwijk (70 plaatsen), Heemhof in Apeldoorn (30 plaatsen), Gulden Huis in Den Haag (15 plaatsen), Martinus in Weert (25 plaatsen) en de Kloosterhoeve in Raamsdonksveer (50 plaatsen).
Het enzym cystathionine-γ-lyase (CSE), dat nodig is voor de biosynthese van het aminozuur cysteïne, blijkt een rol te spelen bij degeneratie bij de ziekte van Huntington. Het enzym wordt geblokkeerd door de aanwezigheid van abnormale huntington-eiwitten, waardoor een chronisch tekort aan cysteïne ontstaat. Een cysteïnerijke voeding, aangevuld met extra cysteïne in het drinkwater (in de vorm van N-acetylcysteïne), blijkt bij huntingtonmuizen (een speciaal type muis dat in onderzoek naar de ziekte van Huntington wordt gebruikt) de ziekteverschijnselen duidelijk te kunnen verminderen.